# کیشوری شاهانه
کیشوری شاهانه رقصنده و هنرپیشه کلاسیک و فولکلور هندی است که در فیلم‌ها و تلویزیون هندی و مراتی فعالیت می‌کند. او با فیلمساز هندی دیپاک بالراج ویج ازدواج کرده‌است. او تهیه‌کننده ای است که به ساخت فیلمی دربارهٔ زندگی سای بابای شیردی کمک کرد. او برای حضور در مجموعه تلویزیونی برای عشقم جان می‌دهم شناخته شده‌است. او همچنین در فیلم چهره‌ای که مانند ماه می‌درخشد بازی کرده است.
او در دوران دانشگاه به عنوان خانم میثابایی شناخته می‌شد.